# خاک رسی

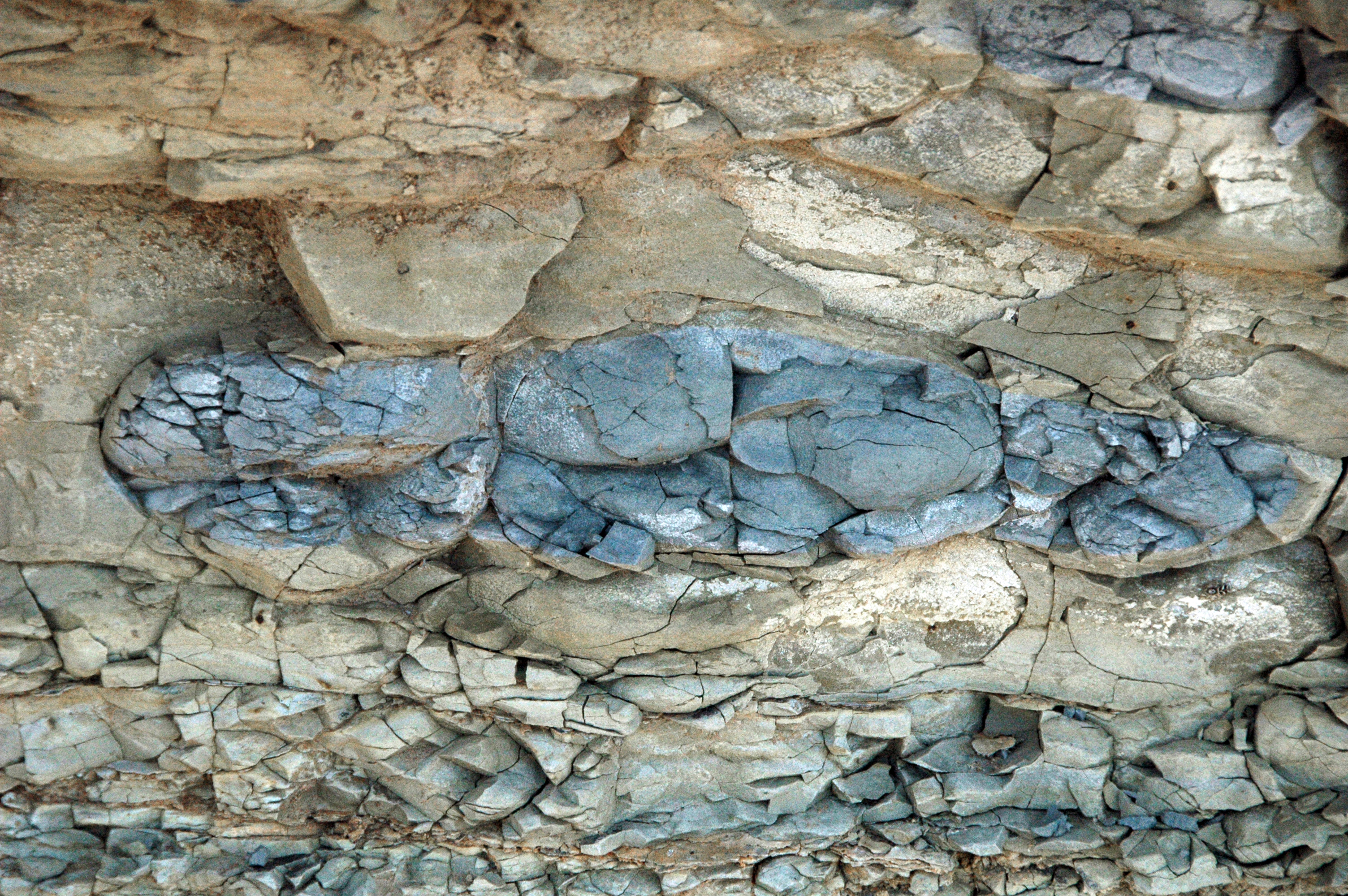
خاک رسی

خاک رسی اصطلاحی که به سنگهای رسوبی حاوی مقدار قابل ملاحظه‌ای مواد معدنی رسی، مثلاً سنگ است، اطلاق می‌شود. 